# Luigi Bergamaschi
Luigi Bergamaschi (Foiano della Chiana, 11 giugno 1951) è un allenatore di pallacanestro e dirigente sportivo italiano.
È stato tra i fautori dell'ascesa della squadra di Arese, che all'inizio degli anni novanta è passato dalla Serie B1 alla Serie A. Attualmente si è affermato come procuratore di vari giocatori statunitensi, fondando nel 2006 l'agenzia DoubleBManagement assieme ad un altro ex allenatore, Virginio Bernardi.

## Carriera
Iniziò ad allenare la squadra di minibasket di Arese nel 1973; in breve tempo passò in prima squadra, vincendo tutti i campionati. Nel 1987-88 ottenne la promozione in Serie A2. Bergamaschi salvò la squadra per sei stagioni consecutive, anche quando si spostò a Milano (dal 1992-93). Nel 1994 passò a fare il general manager e con Fabrizio Frates in panchina conquistò la Serie A1.
Allenata Carlo Recalcati, la Teorematour Milano perse sei partite consecutive nella massima serie: Bergamaschi gli subentrò, non riuscendo comunque a salvarla dalla retrocessione e successivamente dal fallimento. Dopo aver lavorato come osservatore, è diventato procuratore di giocatori, grazie ai contatti sviluppati negli anni con gli operatori statunitensi. Tra i suoi assistiti, James Thomas della Fortitudo Bologna, Preston Shumpert, Travis Watson e Delonte Holland.